# Temporada 1993-1994 del Club Joventut Badalona
La temporada 1993-1994 va ser la 55a temporada en actiu del Club Joventut Badalona des que va començar a competir de manera oficial. La Penya va disputar la seva 38a temporada a la màxima categoria del bàsquet espanyol. Va acabar la fase regular en la quarta posició, classificant-se per disputar els play-offs, tal com havia aconseguit les altres 10 temporades anteriors. L'equip també va participar en la Copa del Rei i a la Lliga catalana, però sense dubte la temporada ha passat a la història per proclamar-se campió de la Lliga europea. Aquest any l'equip s'anomena 7up Joventut.

## Resultats
Lliga Europea
El Joventut es va proclamar campió de la Lliga europea en derrotar a la final l'Olympiacos grec per 59 a 57. La final a quatre es va disputar al Yad Eliyahu de Tel-Aviv, Israel. En la gran final, el pivot verd-i-negre Corny Thompson va ser decisiu al fer un triple quan faltaven dinou segons per a acabar el partit.
L'equip es va estrenar a la competició derrotant l'ASK Brocēni a la segona ronda de la fase prèvia. Va superar la fase de grups com a tercer classificat, per darrere de l'Efes Pilsen turc i el Panathinaikos grec, i per davant del Buckler Bologna, Cibona, Benfica, Pau-Orthez i Clear Cantù. A quarts de final va eliminar el Reial Madrid, guanyant el dos partits: 88-69 i 71-67, i a semifinals, partit pertanyent a la Final Four, es va desfer del FC Barcelona per 65 a 79.
Lliga ACB i play-offs
A la Lliga ACB finalitza la fase regular en la quarta posició de 20 equips participants, classificant-se per disputar els play-offs pel títol. En 38 partits disputats de la fase regular va obtenir un bagatge de 18 victòries i 10 derrotes, amb 2.304 punts a favor i 2.071 en contra (+233). A la ronda de vuitens dels play-offs va derrotar el CB NatWest Zaragoza en tres partits (2-1), i en quarts de final va deixar fora de les semifinals el CB Cáceres, guanyant els dos primers partits. A semifinals va quedar eliminat en perdre amb el FC Barcelona en cinc partits.
Copa del Rei
El 7up Joventut va quedar eliminat a quarts de final en perdre 71 a 79 davant el Taugrés Baskonia.
Lliga catalana
A la 14a edició de la Lliga catalana, la Penya va superar en semifinals el Bàsquet Manresa per 86 a 78, però va caure a la final davant el FC Barcelona (95-89).

## Plantilla
La plantilla del Joventut aquesta temporada va ser la següent:
| Club Joventut Badalona: plantilla 1993-94 |                           |       |      |
| #                                         | Jugador                   | Pos.  | A.   |
| 4                                         | Dani Pérez                | Aler  | 1.98 |
| 5                                         | Rafa Jofresa              | Base  | 1.83 |
| 6                                         | Tomàs Jofresa             | Base  | 1.84 |
| 8                                         | Jordi Villacampa          | Aler  | 1.96 |
| 9                                         | Dyron Nix                 | Aler  | 2.01 |
| 10                                        | Corny Thompson            | Pivot | 2.02 |
| 11                                        | Tony Dawson               | Aler  | 1.97 |
| 12                                        | Juan Antonio Morales      | Pivot | 2.11 |
| 13                                        | Ferran Martínez i Garriga | Pivot | 2.12 |
| 14                                        | Alfonso Albert            | Pivot | 2.11 |
| 15                                        | Mike Smith                | Aler  | 1.98 |

| Club Joventut Badalona: staff 1993-94 |                      |
| Nom                                   | Funció               |
| Zeljko Obradovic                      | Entrenador           |
| Zoran Miocinovic                      | Entrenador assistent |
| Josep Maria Izquierdo                 | Entrenador assistent |
| Joaquín Forteza                       | Entrenador assistent |

| Jugadors del planter amb minuts al 1r equip |                         |         |      |              |
| #                                           | Jugador                 | Pos.    | A.   | Participació |
| 99                                          | Iván Corrales           | Base    | 1.82 | 8 partits    |
| 99                                          | Joffre Lleal            | Escorta | 1.95 | 1 partit     |
| 99                                          | Daniel Garcia Gutiérrez | Pivot   | 2.09 | 4 partits    |

### Baixes
| Baixes a l'inici de temporada |       |
| Jugador                       | Pos.  |
| Joe Kopicki                   | Pivot |
| Chris Jent                    | Aler  |

| Baixes durant la temporada |         |
| Jugador                    | Pos.    |
| John Morton                | Escorta |